# Polska Liga Siatkówki
La Polska Liga Siatkówki, massima divisione del campionato polacco, è una competizione pallavolistica per squadre di club polacche maschili, organizzata con cadenza annuale dalla PLS.

## Edizioni
| Dal 1929 al 1953 la competizione è denominata Mistrzostwa Polski |                                  |                                  |                                  |                                  |                                  |
| 1929 Dettagli                                                    | ŁKS                              | AZS-AWF Varsavia                 | Sokół Lwów                       |                                  |                                  |
| 1930 Dettagli                                                    | AZS-AWF Varsavia                 | Absolwenci Łodź                  | Ognisko Wilno                    |                                  |                                  |
| 1931 Dettagli                                                    | ŁKS                              | AZS-AWF Varsavia                 | KS Cracovia                      |                                  |                                  |
| 1932 Dettagli                                                    | ŁKS                              | AZS-AWF Varsavia                 | KS Cracovia                      |                                  |                                  |
| 1933 Dettagli                                                    | KS Cracovia                      | Ognisko Wilno                    | AZS-AWF Varsavia                 |                                  |                                  |
| 1934 Dettagli                                                    | AZS-AWF Varsavia                 | KS Cracovia                      | Ognisko Wilno                    |                                  |                                  |
| 1935 Dettagli                                                    | AZS-AWF Varsavia                 | Ognisko Wilno                    | Sokół Toruń                      |                                  |                                  |
| 1936                                                             | Non disputato                    | Non disputato                    | Non disputato                    |                                  |                                  |
| 1937 Dettagli                                                    | Polonia Varsavia                 | AZS-AWF Varsavia                 | Sokół Lwów                       |                                  |                                  |
| 1938 Dettagli                                                    | Ognisko Wilno                    | AZS-AWF Varsavia                 | Polonia Varsavia                 |                                  |                                  |
| 1939 Dettagli                                                    | Sokół Lwów                       | Cresovia Grodno                  | CWS Varsavia                     |                                  |                                  |
| 1940-1945                                                        | Non disputato per eventi bellici | Non disputato per eventi bellici | Non disputato per eventi bellici | Non disputato per eventi bellici | Non disputato per eventi bellici |
| 1946 Dettagli                                                    | Społem Varsavia                  | AZS-AWF Varsavia                 | Wisła Cracovia                   |                                  |                                  |
| 1947 Dettagli                                                    | AZS-AWF Varsavia                 | AZS Łódź                         | Trefl Gdańsk                     |                                  |                                  |
| 1948 Dettagli                                                    | AZS Breslavia                    | SKS Varsavia                     | AZS-AWF Varsavia                 |                                  |                                  |
| 1949 Dettagli                                                    | AZS-AWF Varsavia                 | AZS Breslavia                    | Trefl Gdańsk                     |                                  |                                  |
| 1950 Dettagli                                                    | AZS Breslavia                    | Spójnia Gdańsk                   | AZS-AWF Varsavia                 |                                  |                                  |
| 1951                                                             | Non disputato                    | Non disputato                    | Non disputato                    |                                  |                                  |
| 1952 Dettagli                                                    | AZS-AWF Varsavia                 | Gwardia Wrocław                  | Legia Varsavia                   |                                  |                                  |
| 1953 Dettagli                                                    | AZS-AWF Varsavia                 | Gwardia Varsavia                 | Gwardia Wrocław                  |                                  |                                  |
| Dal 1954 al 1957 la competizione è denominata Klasa wydzielona   |                                  |                                  |                                  |                                  |                                  |
| 1954 Dettagli                                                    | AZS-AWF Varsavia                 | Gwardia Wrocław                  | Sportowy Wybrzeże                |                                  |                                  |
| 1955 Dettagli                                                    | AZS-AWF Varsavia                 | Gwardia Wrocław                  | Legia Varsavia                   |                                  |                                  |
| 1956 Dettagli                                                    | AZS-AWF Varsavia                 | Legia Varsavia                   | Gwardia Wrocław                  |                                  |                                  |
| 1957 Dettagli                                                    | AZS-AWF Varsavia                 | Legia Varsavia                   | AZS Cracovia                     |                                  |                                  |
| Dal 1957 al 1990 la competizione è denominata I liga             |                                  |                                  |                                  |                                  |                                  |
| 1957-58 Dettagli                                                 | AZS-AWF Varsavia                 | Legia Varsavia                   | Sportowy Wybrzeże                |                                  |                                  |
| 1958-59 Dettagli                                                 | AZS-AWF Varsavia                 | Legia Varsavia                   | Górnik Katowice                  |                                  |                                  |
| 1959-60 Dettagli                                                 | AZS-AWF Varsavia                 | Górnik Katowice                  | Legia Varsavia                   |                                  |                                  |
| 1960-61 Dettagli                                                 | AZS-AWF Varsavia                 | Górnik Katowice                  | Legia Varsavia                   |                                  |                                  |
| 1961-62 Dettagli                                                 | Legia Varsavia                   | AZS-AWF Varsavia                 | Pogoń Szczecin                   |                                  |                                  |
| 1962-63 Dettagli                                                 | AZS-AWF Varsavia                 | Legia Varsavia                   | Górnik Katowice                  |                                  |                                  |
| 1963-64 Dettagli                                                 | Legia Varsavia                   | Gwardia Wrocław                  | Górnik Katowice                  |                                  |                                  |
| 1964-65 Dettagli                                                 | AZS-AWF Varsavia                 | Legia Varsavia                   | Gwardia Wrocław                  |                                  |                                  |
| 1965-66 Dettagli                                                 | AZS-AWF Varsavia                 | Legia Varsavia                   | Gwardia Wrocław                  |                                  |                                  |
| 1966-67 Dettagli                                                 | Legia Varsavia                   | AZS-AWF Varsavia                 | Hutnik Kraków                    |                                  |                                  |
| 1967-68 Dettagli                                                 | AZS-AWF Varsavia                 | Hutnik Kraków                    | Legia Varsavia                   |                                  |                                  |
| 1968-69 Dettagli                                                 | Legia Varsavia                   | Hutnik Kraków                    | AZS-AWF Varsavia                 |                                  |                                  |
| 1969-70 Dettagli                                                 | Legia Varsavia                   | AZS-AWF Varsavia                 | Rzeszów                          |                                  |                                  |
| 1970-71 Dettagli                                                 | Rzeszów                          | Legia Varsavia                   | AZS Olsztyn                      |                                  |                                  |
| 1971-72 Dettagli                                                 | Rzeszów                          | AZS Olsztyn                      | AZS-AWF Varsavia                 |                                  |                                  |
| 1972-73 Dettagli                                                 | AZS Olsztyn                      | Rzeszów                          | Legia Varsavia                   |                                  |                                  |
| 1973-74 Dettagli                                                 | Rzeszów                          | AZS Olsztyn                      | Płomień Milowice                 |                                  |                                  |
| 1974-75 Dettagli                                                 | Rzeszów                          | Płomień Milowice                 | AZS Olsztyn                      |                                  |                                  |
| 1975-76 Dettagli                                                 | AZS Olsztyn                      | Płomień Milowice                 | Avia Świdnik                     |                                  |                                  |
| 1976-77 Dettagli                                                 | Płomień Milowice                 | AZS Olsztyn                      | Rzeszów                          |                                  |                                  |
| 1977-78 Dettagli                                                 | AZS Olsztyn                      | Hutnik Kraków                    | Legia Varsavia                   |                                  |                                  |
| 1978-79 Dettagli                                                 | Płomień Milowice                 | Hutnik Kraków                    | Gwardia Wrocław                  |                                  |                                  |
| 1979-80 Dettagli                                                 | Gwardia Wrocław                  | AZS Olsztyn                      | Legia Varsavia                   |                                  |                                  |
| 1980-81 Dettagli                                                 | Gwardia Wrocław                  | Legia Varsavia                   | Hutnik Kraków                    |                                  |                                  |
| 1981-82 Dettagli                                                 | Gwardia Wrocław                  | Legia Varsavia                   | AZS Olsztyn                      |                                  |                                  |
| 1982-83 Dettagli                                                 | Legia Varsavia                   | Gwardia Wrocław                  | AZS Olsztyn                      |                                  |                                  |
| 1983-84 Dettagli                                                 | Legia Varsavia                   | Gwardia Wrocław                  | Stal Szczecin                    |                                  |                                  |
| 1984-85 Dettagli                                                 | Stal Szczecin                    | Legia Varsavia                   | AZS Olsztyn                      |                                  |                                  |
| 1985-86 Dettagli                                                 | Legia Varsavia                   | Stal Szczecin                    | Hutnik Kraków                    |                                  |                                  |
| 1986-87 Dettagli                                                 | Stal Szczecin                    | Hutnik Kraków                    | Rzeszów                          |                                  |                                  |
| 1987-88 Dettagli                                                 | Hutnik Kraków                    | Stal Szczecin                    | Rzeszów                          |                                  |                                  |
| 1988-89 Dettagli                                                 | Hutnik Kraków                    | AZS Olsztyn                      | Stal Szczecin                    |                                  |                                  |
| 1989-90 Dettagli                                                 | AZS Częstochowa                  | Hutnik Kraków                    | AZS Olsztyn                      |                                  |                                  |
| Dal 1990 al 2000 la competizione è denominata I liga seria A     |                                  |                                  |                                  |                                  |                                  |
| 1990-91 Dettagli                                                 | AZS Olsztyn                      | AZS Częstochowa                  | Jastrzębie Borynia               |                                  |                                  |
| 1991-92 Dettagli                                                 | AZS Olsztyn                      | AZS Częstochowa                  | Stal Nysa                        |                                  |                                  |
| 1992-93 Dettagli                                                 | AZS Częstochowa                  | AZS Olsztyn                      | Stal Nysa                        |                                  |                                  |
| 1993-94 Dettagli                                                 | AZS Częstochowa                  | Stal Nysa                        | Czarni Radom                     |                                  |                                  |
| 1994-95 Dettagli                                                 | AZS Częstochowa                  | Stal Nysa                        | Czarni Radom                     |                                  |                                  |
| 1995-96 Dettagli                                                 | Płomień Sosnowiec                | Legia Varsavia                   | AZS Częstochowa                  |                                  |                                  |
| 1996-97 Dettagli                                                 | AZS Częstochowa                  | Mostostal ZA                     | Morze Bałtyk Szczecin            |                                  |                                  |
| 1997-98 Dettagli                                                 | Mostostal ZA                     | Morze Bałtyk Szczecin            | Stal Nysa                        |                                  |                                  |
| 1998-99 Dettagli                                                 | AZS Częstochowa                  | Mostostal Azoty                  | Gorzów Wielkopolski              |                                  |                                  |
| 1999-00 Dettagli                                                 | Mostostal Azoty                  | Gorzów Wielkopolski              | AZS Częstochowa                  |                                  |                                  |
| Dal 2000 la competizione è denominata Polska Liga Siatkówki      |                                  |                                  |                                  |                                  |                                  |
| 2000-01 Dettagli                                                 | Mostostal Azoty                  | AZS Częstochowa                  | Jastrzębie Borynia               |                                  |                                  |
| 2001-02 Dettagli                                                 | Mostostal Azoty                  | AZS Częstochowa                  | Skra Bełchatów                   |                                  |                                  |
| 2002-03 Dettagli                                                 | Mostostal Azoty                  | AZS Częstochowa                  | Jastrzębie Borynia               |                                  |                                  |
| 2003-04 Dettagli                                                 | Jastrzębie Borynia               | AZS Olsztyn                      | AZS Częstochowa                  |                                  |                                  |
| 2004-05 Dettagli                                                 | Skra Bełchatów                   | AZS Olsztyn                      | AZS Częstochowa                  |                                  |                                  |
| 2005-06 Dettagli                                                 | Skra Bełchatów                   | Jastrzębski Węgiel               | AZS Olsztyn                      |                                  |                                  |
| 2006-07 Dettagli                                                 | Skra Bełchatów                   | Jastrzębski Węgiel               | AZS Olsztyn                      |                                  |                                  |
| 2007-08 Dettagli                                                 | Skra Bełchatów                   | AZS Częstochowa                  | AZS Olsztyn                      |                                  |                                  |
| 2008-09 Dettagli                                                 | Skra Bełchatów                   | Asseco Resovia                   | Jastrzębski Węgiel               |                                  |                                  |
| 2009-10 Dettagli                                                 | Skra Bełchatów                   | Jastrzębski Węgiel               | Asseco Resovia                   |                                  |                                  |
| 2010-11 Dettagli                                                 | Skra Bełchatów                   | ZAKSA                            | Asseco Resovia                   |                                  |                                  |
| 2011-12 Dettagli                                                 | Asseco Resovia                   | Skra Bełchatów                   | ZAKSA                            |                                  |                                  |
| 2012-13 Dettagli                                                 | Asseco Resovia                   | ZAKSA                            | Jastrzębski Węgiel               |                                  |                                  |
| 2013-14 Dettagli                                                 | Skra Bełchatów                   | Asseco Resovia                   | Jastrzębski Węgiel               |                                  |                                  |
| 2014-15 Dettagli                                                 | Asseco Resovia                   | Trefl Gdańsk                     | Skra Bełchatów                   |                                  |                                  |
| 2015-16 Dettagli                                                 | ZAKSA                            | Asseco Resovia                   | Skra Bełchatów                   |                                  |                                  |
| 2016-17 Dettagli                                                 | ZAKSA                            | Skra Bełchatów                   | Jastrzębski Węgiel               |                                  |                                  |
| 2017-18 Dettagli                                                 | Skra Bełchatów                   | ZAKSA                            | Trefl Gdańsk                     |                                  |                                  |
| 2018-19 Dettagli                                                 | ZAKSA                            | ONICO Warszawa                   | Jastrzębski Węgiel               |                                  |                                  |
| 2019-20 Dettagli                                                 | Non assegnato                    | Non assegnato                    | Non assegnato                    |                                  |                                  |
| 2020-21 Dettagli                                                 | Jastrzębski Węgiel               | ZAKSA                            | Projekt Warszawa                 |                                  |                                  |
| 2021-22 Dettagli                                                 | ZAKSA                            | Jastrzębski Węgiel               | Warta Zawiercie                  |                                  |                                  |
| 2022-23 Dettagli                                                 | Jastrzębski Węgiel               | ZAKSA                            | Asseco Resovia                   |                                  |                                  |
| 2023-24 Dettagli                                                 | Jastrzębski Węgiel               | Warta Zawiercie                  | Projekt Warszawa                 |                                  |                                  |

## Palmarès
| Squadra            | Titolo | Edizione |
| ------------------ | ------ | --- |
| AZS-AWF Varsavia   | 19     | 1930, 1934, 1935, 1947, 1949, 1952, 1953, 1954, 1955, 1956, 1957, 1957-58, 1958-59, 1959-60, 1960-61, 1962-63, 1964-65, 1965-66, 1967-68 |
| Skra Bełchatów     | 9      | 2004-05, 2005-06, 2006-07, 2007-08, 2008-09, 2009-10, 2010-11, 2013-14, 2017-18                                                          |
| ZAKSA              | 9      | 1997-98, 1999-00, 2000-01, 2001-02, 2002-03, 2015-16, 2016-17, 2018-19, 2021-22                                                          |
| Legia Varsavia     | 8      | 1961-62, 1963-64, 1966-67, 1968-69, 1969-70, 1982-83, 1983-84, 1985-86                                                                   |
| Asseco Resovia     | 7      | 1970-71, 1971-72, 1973-74, 1974-75, 2011-12, 2012-13, 2014-15                                                                            |
| AZS Częstochowa    | 6      | 1989-90, 1992-93, 1993-94, 1994-95, 1996-97, 1998-99                                                                                     |
| AZS Olsztyn        | 5      | 1972-73, 1975-76, 1977-78, 1990-91, 1991-92                                                                                              |
| Jastrzębski Węgiel | 4      | 2003-04, 2020-21, 2022-23, 2023-24 |
| ŁKS                | 3      | 1929, 1931, 1932 |
| Gwardia Wrocław    | 3      | 1979-80, 1980-81, 1981-82 |
| AZS Breslavia      | 2      | 1948, 1950 |
| Płomień Milowice   | 2      | 1976-77, 1978-79 |
| Stal Szczecin      | 2      | 1984-85, 1986-87 |
| Hutnik Kraków      | 2      | 1987-88, 1988-89 |
| KS Cracovia        | 1      | 1933 |
| Polonia Varsavia   | 1      | 1937 |
| Ognisko Wilno      | 1      | 1938 |
| Sokół Lwów         | 1      | 1939 |
| Społem Varsavia    | 1      | 1946 |
| Płomień Sosnowiec  | 1      | 1995-96 |